# Marilyn Strathern
Marilyn Strathern (née Ann Marilyn Evans le 6 mars 1941) est une anthropologue et universitaire britannique. Elle est professeure émérite d'anthropologie sociale à l'université de Cambridge et principale du Girton College de 1998 à 2009.

## Biographie
Marilyn Strathern travaille quelque temps au Museum of Archaeology and Anthropology (en) de l'université de Cambridge, puis enseigne à l'Université nationale australienne à Canberra et à Port Moresby, en Papouasie-Nouvelle-Guinée. Elle rentre en Angleterre, et elle est rédactrice du Journal of the Royal Anthropological Institute. Elle est maître de conférences à Girton College (1976-1983) puis à Trinity College (1984-1985). Elle est nommée professeure d'anthropologie sociale à l'université de Manchester (1985-1993), puis professeure William Wyse d'anthropologie sociale à l'université de Cambridge (1993-2008).
Elle est principale du Girton College de 1998 à 2009, et est remplacée à cette fonction par la géographe Susan J. Smith.
Ses recherches portent notamment sur le genre sexuel (Gender), les technologies de reproduction ou encore la propriété intellectuelle. En 1971, elle publie Self-Decoration in Mount Hagen, puis un an après Women in Between, deux ouvrages issus de ses séjours en Nouvelle-Guinée.

## Distinctions
- Docteure honoris causa de l'université de Copenhague (1994), d'Oxford (2004), d'Helsinki (2006), de l'université Panteion d'Athènes (2006), de Durham (2007), de l'université de Papouasie-Nouvelle-Guinée (2009) et de l'université Queen's de Belfast (2009)[2]
- 2001 : Dame commandeur de l'Empire britannique (DBE)[2]
- 2018 : prix Balzan pour l'anthropologie sociale

## Publications
- avec Maurice Godelier (éd.), Big men and great men : personifications of power in Melanesia, Cambridge : Cambridge University Press ; Paris : Éditions de la Maison des sciences de l'homme, 1991.
- Partial connections, Savage, Md : Rowman & Littlefield Publishers, 1991.
- After nature: English kinship in the late twentieth century, Cambridge : Cambridge University Press, 1992.
- Reproducing the future: essays on anthropology, kinship and the new reproductive technologies, Manchester : Manchester University Press, 1992.
- New certainties for old? The case of an enabling technology, Lancaster : Centre for the Study of Cultural Values, 1994.
- The relation: issues in complexity and scale, Cambridge : Prickly Pear Press, 1995.
- (éd.), Shifting contexts : transformations in anthropological knowledge, Londres : Routledge, 1995.
- Property, substance and effect : anthropological essays on persons and things, Londres : Athlone, 1999.
- (éd.), Audit cultures: anthropological studies in accountability, ethics, and the academy, Londres : Routledge, 2000.
- Commons and borderlands: working papers on interdisciplinarity, accountability and the flow of knowledge, Wantage : Sean Kingston, 2004.
- avec Eric Hirsch (éd.), Transactions and creations: property debates and the stimulus of Melanesia, New York ; Oxford : Berghahn Books, 2004.
- Partial connections, Walnut Creek, CA : AltaMira Press, 2004. (Updated ed.)
- Kinship, law and the unexpected: relatives are always a surprise, New York ; Cambridge : Cambridge University Press, 2005.
- Before and after gender: sexual mythologies of everyday life, Chicago : Hau Books, 2016.